# Branov
Obec Branov (německy Branau) se nachází v okrese Rakovník ve Středočeském kraji, zhruba 13 km jihovýchodně od Rakovníka a 4 km jihozápadně od Křivoklátu. Tvoří ji zejména vesnice Branov a pobřežní osada při řece Berounce, nazývaná Luh či V Luhu. Žije zde 196 obyvatel.

## Historie
První písemná zmínka o vsi (z Branowa) pochází z roku 1551. Název je odvozen od osobního jména Bran.

### Územněsprávní začlenění
Dějiny územněsprávního začleňování zahrnují období od roku 1850 do současnosti. V chronologickém přehledu je uvedena územně administrativní příslušnost obce v roce, kdy ke změně došlo:
- 1850 země česká, kraj Praha, politický okres Rakovník, soudní okres Křivoklát[5]
- 1855 země česká, kraj Praha, soudní okres Křivoklát
- 1868 země česká, politický okres Rakovník, soudní okres Křivoklát
- 1939 země česká, Oberlandrat Kladno, politický okres Rakovník, soudní okres Křivoklát[6]
- 1942 země česká, Oberlandrat Praha, politický okres Rakovník, soudní okres Křivoklát[7]
- 1945 země česká, správní okres Rakovník, soudní okres Křivoklát[8]
- 1949 Pražský kraj, okres Rakovník[9]
- 1960 Středočeský kraj, okres Rakovník
- 2003 Středočeský kraj, obec s rozšířenou působností Rakovník

### Rok 1932
V obci Branov (523 obyvatel) byly v roce 1932 evidovány tyto živnosti a obchody: 2 hostince, kapelník, kolář, kovář, 2 krejčí, 2 obuvníci, 2 pekaři, 2 rolníci, 2 obchody se smíšeným zbožím, spořitelní a záložní spolek pro Branov, zámečník.

## Pamětihodnosti
- Pamětní síň Oty Pavla v převoznickém domku v Luhu a přívoz Luh – Nezabudice
- Hradiště Propadený zámek, archeologické naleziště na jihozápad od vesnice
- Sádky - Kouřimecká rybárna
- Národní přírodní rezervace Velká Pleš
- Přírodní rezervace U Eremita
- Přírodní rezervace Vysoký tok

## Doprava
Dopravní síť
- Pozemní komunikace – Do obce vede silnice III. třídy.
- Železnice – Železniční trať ani stanice na území obce nejsou. Nejbližší železniční stanicí jsou Roztoky u Křivoklátu ve vzdálenosti 3,5 km ležící na trati 174 z Berouna do Rakovníka.

Veřejná doprava 2011
- Autobusová doprava – Do obce zajížděly autobusové linky Beroun-Branov (v pracovních dnech 2 spoje) (dopravce PROBO BUS, a. s.) a Křivoklát-Roztoky-Karlova Ves-Branov (v pracovních dnech 6 spojů) (dopravce Autobusová doprava Kohout, s. r. o.). O víkendu byla obec bez dopravní obsluhy.